# Jan I. Opolský
Jan I. Opolský († 1439) byl opolský kníže z rozrodu slezských Piastovců.
Byl synem opolského knížete Boleslava IV. Po smrti českého krále Zikmunda Lucemburského byl koncem května 1438 prohlášen svými straníky v Mělníku českým králem Kazimír IV. Jagellonský jako protikrál k Zikmundovu zeti Albrechtu Habsburskému. Za této situace Kazimír vytáhl do Slezska, kde 6. října 1438 ve vojenském táboře u Střelců uzavřel se slezskými knížaty, mezi nimiž se Jan nacházel, smlouvu o respektování polských nároků na český trůn.